# Арена (концертно-спортивный комплекс)
Концертно-спортивный комплекс «Арена» — многофункциональный комплекс на Крестовском острове Санкт-Петербурга.
В сентябре 2015 года «Арена» впервые приняла мужской теннисный турнир ATP St.Peterburg Open, а в феврале 2016 года на арене запланирован женский теннисный турнир WTA St. Petersburg Trophy.
18 декабря 2016 на арене прошёл один из самых крупных турниров по MMA — Российского промоушена «Absolute championship berkut» ACB 50 собравший более 5 тысяч зрителей.
На КСК «Арена» выступает баскетбольный клуб «Зенит» в рамках Единой Лиги ВТБ и еврокубков (Еврокубок и Евролига) в сезонах-2014/15, 2015/16, 2018/19 и 2019/2020.
С 2017 года на арене выступает волейбольный клуб «Зенит».
С 2023 года на арене выступает гандбольный клуб «Зенит».
Ранее на месте КСК «Арена» находилось запасное поле стадиона имени Кирова с трибунами, на нём один официальный матч в рамках Кубка России провёл футбольный клуб «Зенит».
Первоначально спортивный комплекс носил имя «Сибур Арена», в честь российской нефтехимической корпорации «Сибур». С 27 апреля 2023 года комплекс переименован в КСК «Арена».
В 2023 году планировалось выбрать новое название комплекса на первом подобном аукционе в России, но на сей день этого не произошло.